# Калмон (Горња Гарона)
Калмон (фр. Calmont) насеље је и општина у јужној Француској у региону Миди Пирене, у департману Горња Гарона која припада префектури Тулуз.
По подацима из 2011. године у општини је живело 2223 становника, а густина насељености је износила 55,2 становника/km². Општина се простире на површини од 40,27 km². Налази се на средњој надморској висини од 220 метара (максималној 324 m, а минималној 206 m).

## Демографија
| 1962. | 1968. | 1975. | 1982. | 1990. | 1999. | 2011. |
| ----- | ----- | ----- | ----- | ----- | ----- | ----- |
| 1.150 | 1.189 | 1.409 | 1.451 | 1.552 | 1.610 | 2.223 |

График промене броја становника у току последњих година